# Bankdeckaren
Bankdeckaren (engelska: The Bank Dick) är en amerikansk komedifilm från 1940 i regi av Edward F. Cline. I huvudrollen ses W.C. Fields.

## Rollista i urval
- W.C. Fields - Egbert Sousé
- Cora Witherspoon - Agatha Sousé
- Una Merkel - Myrtle Sousé
- Evelyn Del Rio - Elsie Mae Adele Brunch Sousé
- Jessie Ralph - Mrs. Hermisillo Brunch
- Grady Sutton - Og Oggilby
- Franklin Pangborn - J. Pinkerton Snoopington
- Shemp Howard - Joe Guelpe
- Dick Purcell - Mackley Q. Greene
- Russell Hicks - J. Frothingham Waterbury
- Pierre Watkin - Mr. Skinner
- Jack Norton - A. Pismo Clam
- Al Hill - Filthy McNasty
- George Moran - Cozy Cochran
- Bill Wolfe - Otis
- Pat West - assisterande regissör
- Reed Hadley - Francois
- Heather Wilde - Miss Plupp
- Harlan Briggs - doktor Stall
- Bill Alston - Mr. Cheek